# 필 (담배)
필(Peel)은 홍콩 DJ Tobacco에서 생산되는 담배의 브랜드이며 다른 담배와 달리 메론, 오렌지 등 과일향이 첨가된 것이 이 담배의 특징이다. 홍콩을 비롯해 일본, 필리핀 등지에서도 판매되고 있으며 대한민국에서는 스트로베리, 레몬, 애플 3종류만 출시되고 있다.

## 제품
| 이름 : PEEL, DJ Mix | 규격       | 수량 | 출시 일자 | 판매 지역           |
| ------------------- | ---------- | ---- | --------- | ------------------- |
| PEEL(필) 딸기       | King(84mm) | 20   | 2004년    | 대한민국, 홍콩 등지 |
| PEEL(필) 레몬       | King(84mm) | 20   | 2004년    | 대한민국, 홍콩 등지 |
| PEEL(필) 애플       | King(84mm) | 20   | 2004년    | 대한민국, 홍콩 등지 |
| PEEL(필) 멜론       | King(84mm) | 20   | 2007년    | 대한민국, 홍콩 등지 |
| PEEL(필) 오렌지     | King(84mm) | 20   | 2007년    | 대한민국, 홍콩 등지 |
| PEEL(필) 복숭아     | King(84mm) | 20   | 2008년    | 대한민국, 홍콩 등지 |
| DJ Mix 사과         | King(84mm) | 20   | 2008년    | 대한민국, 홍콩 등지 |
| DJ Mix 딸기         | King(84mm) | 20   | 2008년    | 대한민국, 홍콩 등지 |
| DJ Mix 레몬         | King(84mm) | 20   | 2008년    | 대한민국, 홍콩 등지 |
| DJ Mix 딸기 One     | King(84mm) | 20   | 2009년    | 대한민국, 홍콩 등지 |
| DJ Mix 사과 One     | King(84mm) | 20   | 2009년    | 대한민국, 홍콩 등지 |
| DJ Mix 레몬 One     | King(84mm) | 20   | 2009년    | 대한민국, 홍콩 등지 |
| DJ Mix 딸기 Red     | King(84mm) | 20   | 2010년    | 대한민국, 홍콩 등지 |